# Chusquea scandens
Chusquea scandens är en gräsart som beskrevs av Carl Sigismund Kunth. Chusquea scandens ingår i släktet Chusquea och familjen gräs. Inga underarter finns listade i Catalogue of Life.